# Anisja Kirdjapkina
Anisja Bjasirovna Kirdjapkina (rusko Анися Бясыровна Кирдяпкина), ruska atletinja, * 23. oktober 1989, Saransk, Sovjetska zveza.
Nastopila je na poletnih olimpijskih igrah leta 2012, kjer je osvojila peto mesto v hitri hoji na 20 km. Na svetovnih prvenstvih je osvojila srebrni medalji v letih 2011 in 2013, na evropskih prvenstvih pa naslov prvakinje leta 2010.